# Edifici d'habitatges al carrer Santa Anna, 13 (Tarragona)
L'Edifici d'habitatges al carrer Santa Anna, 13 és una obra de Tarragona protegida com a Bé Cultural d'Interès Local.

## Descripció
Edifici de tres pisos d'alçada amb façanes al carrer de Santa Anna, núm.13 i el carrer de Talavera. La façana del primer carrer té una porta d'arc de mig punt a la planta baixa amb la data del 1608 a la clau.
Els fonaments són de carreus romans, possiblement de l'edifici que estava situat a la segona terrassa de la Tarragona romana.
El laterals de l'edifici que dona a la plaça del Fòrum té esgrafiats que representen el Déu Bacus, una de jove i l'altra de vell.